# Mianrud
Mīānrūd (farsi میانرود) è una città dello shahrestān di Dezful, circoscrizione Centrale, nella provincia del Khūzestān. Aveva, nel 2006, una popolazione di 9.199 abitanti.